# Philippe Pot

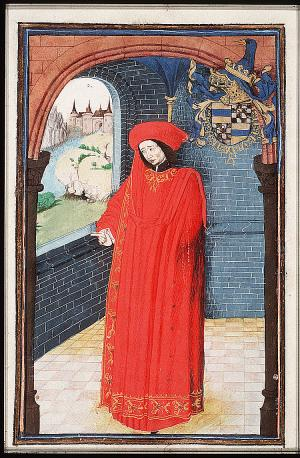
Philippe Pot in het wapenboek van de Orde van het Gulden Vlies

Filips (Philippe) Pot, heer van La Rochepot (ca. 1428 – september 1494), was een Bourgondisch edelman in dienst van Karel de Stoute en vervolgens van Lodewijk XI van Frankrijk.
Hij was de kleinzoon van Regnier Pot en kreeg Filips de Goede als dooppeter. Hij werd opgevoed aan het Bourgondische hof en werd opperschenker, raadsheer en kamerheer. Hij werd belast met de onderhandelingen voor de drie opeenvolgende huwelijken van de opvolger, Karel de Stoute.
Filips Pot werd in 1461 ridder in de Orde van het Gulden Vlies op het kapittel van de Orde in Sint-Omaars. In 1465 benoemde de hertog hem tot seneschalk van Bourgondië en gouverneur van Rijsel en Romaans-Vlaanderen.
Na de dood van Karel de Stoute liep hij over naar diens rivaal Lodewijk XI. De Orde van het Gulden Vlies liet hem hierom schrappen op het kapittel van 1481.

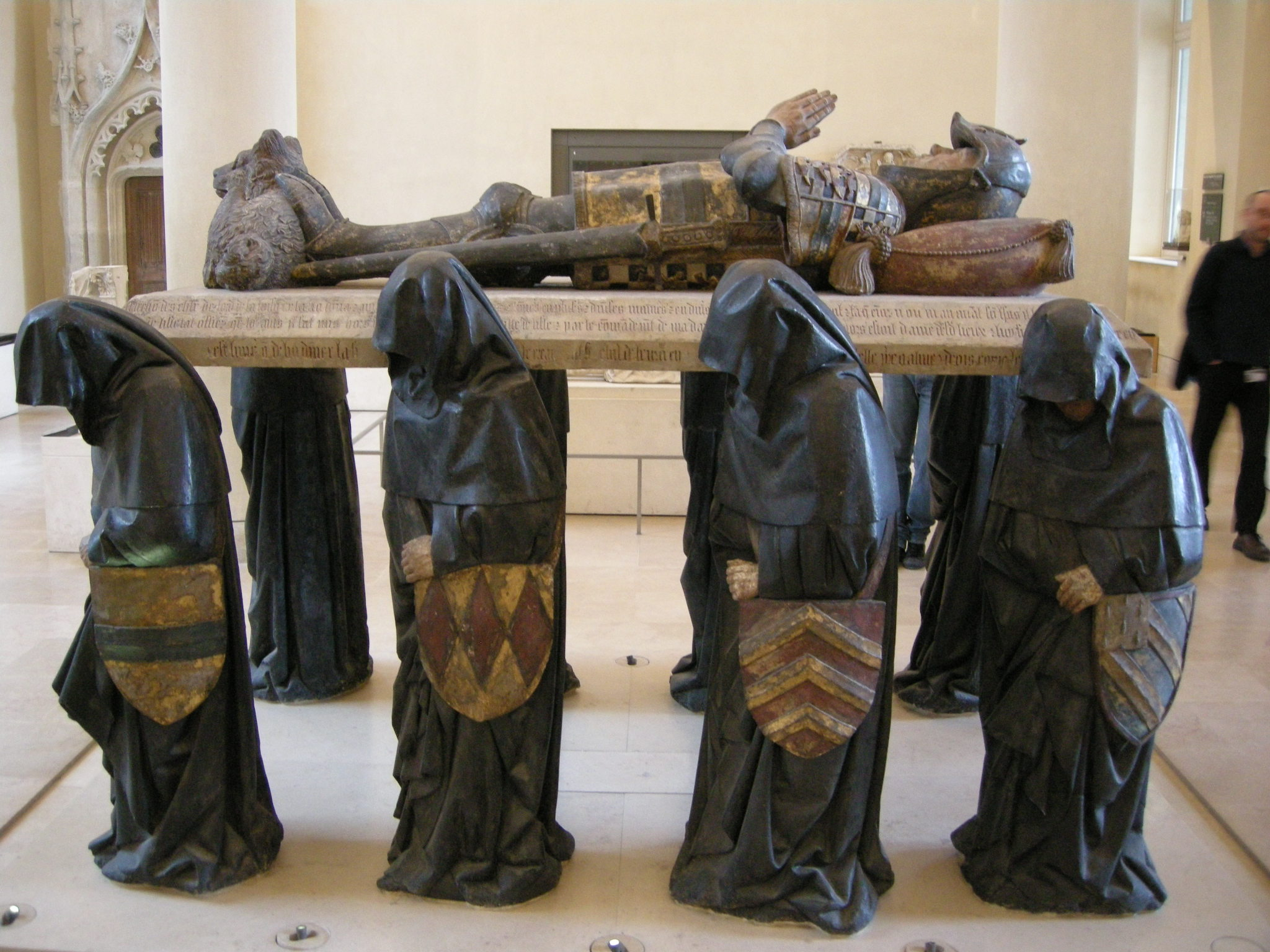
De pleuranten, bewaard op zijn praalgraf, verzameling Louvre, Parijs.

Aan het Franse hof bekleedde Pot al snel een gelijkaardige positie als hij aan het Bourgondische had gehad. Bij de dood van Lodewijk XI werden de Staten-Generaal samengeroepen in Tours om te debatteren of Anna van Beaujeu dan wel Lodewijk van Orléans het regentschap zou opnemen. Philippe Pot hield hier een beroemde "democratische" redevoering, waarbij hij het begrip van de volkssoevereiniteit omschreef en stelde dat de Staten een constituerende rol hadden.
Philippe Pot werd begraven in een indrukwekkend praalgraf in de abdij van Cîteaux. Zijn tombe bevindt zich thans in het Louvre.

## Voorouders
| Voorouders van Philippe Pot | Voorouders van Philippe Pot                                                   | Voorouders van Philippe Pot                                                   | Voorouders van Philippe Pot                              | Voorouders van Philippe Pot                              | Voorouders van Philippe Pot                                             | Voorouders van Philippe Pot                                             | Voorouders van Philippe Pot                                             | Voorouders van Philippe Pot                                             |
| --------------------------- | ----------------------------------------------------------------------------- | ----------------------------------------------------------------------------- | -------------------------------------------------------- | -------------------------------------------------------- | ----------------------------------------------------------------------- | ----------------------------------------------------------------------- | ----------------------------------------------------------------------- | ----------------------------------------------------------------------- |
| Overgrootouders             | Guillaume III Pot, (±1320/36) ∞ Radégonde de Guénand des Bordes (1330 - 1387) | Guillaume III Pot, (±1320/36) ∞ Radégonde de Guénand des Bordes (1330 - 1387) | Giovanni Anguissola (-) ∞ Beatrice Anguissola (-)        | Giovanni Anguissola (-) ∞ Beatrice Anguissola (-)        | ? (-) ∞ ? (-)                                                           | ? (-) ∞ ? (-)                                                           | Alexandre de Blaisy (-) ∞ Catherine de Montagu                          | Alexandre de Blaisy (-) ∞ Catherine de Montagu                          |
| Grootouders                 | Regnier Pot (1342-1432) ∞ Catarina d'Anguissola (-1415)                       | Regnier Pot (1342-1432) ∞ Catarina d'Anguissola (-1415)                       | Regnier Pot (1342-1432) ∞ Catarina d'Anguissola (-1415)  | Regnier Pot (1342-1432) ∞ Catarina d'Anguissola (-1415)  | Jacques de Courtejambe, heer van Commarin (-) ∞ Jacquette de Blaisy (-) | Jacques de Courtejambe, heer van Commarin (-) ∞ Jacquette de Blaisy (-) | Jacques de Courtejambe, heer van Commarin (-) ∞ Jacquette de Blaisy (-) | Jacques de Courtejambe, heer van Commarin (-) ∞ Jacquette de Blaisy (-) |
| Ouders                      | Jacques Pot (1410-1475) ∞ Margartha van Courtiambles (-)                      | Jacques Pot (1410-1475) ∞ Margartha van Courtiambles (-)                      | Jacques Pot (1410-1475) ∞ Margartha van Courtiambles (-) | Jacques Pot (1410-1475) ∞ Margartha van Courtiambles (-) | Jacques Pot (1410-1475) ∞ Margartha van Courtiambles (-)                | Jacques Pot (1410-1475) ∞ Margartha van Courtiambles (-)                | Jacques Pot (1410-1475) ∞ Margartha van Courtiambles (-)                | Jacques Pot (1410-1475) ∞ Margartha van Courtiambles (-)                |
| Philippe Pot (1428-1494)    |                                                                               |                                                                               |                                                          |                                                          |                                                                         |                                                                         |                                                                         |                                                                         |